# Chetone catilina
Chetone catilina är en fjärilsart som beskrevs av Pieter Cramer 1775. Chetone catilina ingår i släktet Chetone och familjen björnspinnare. Inga underarter finns listade i Catalogue of Life.

## Bildgalleri

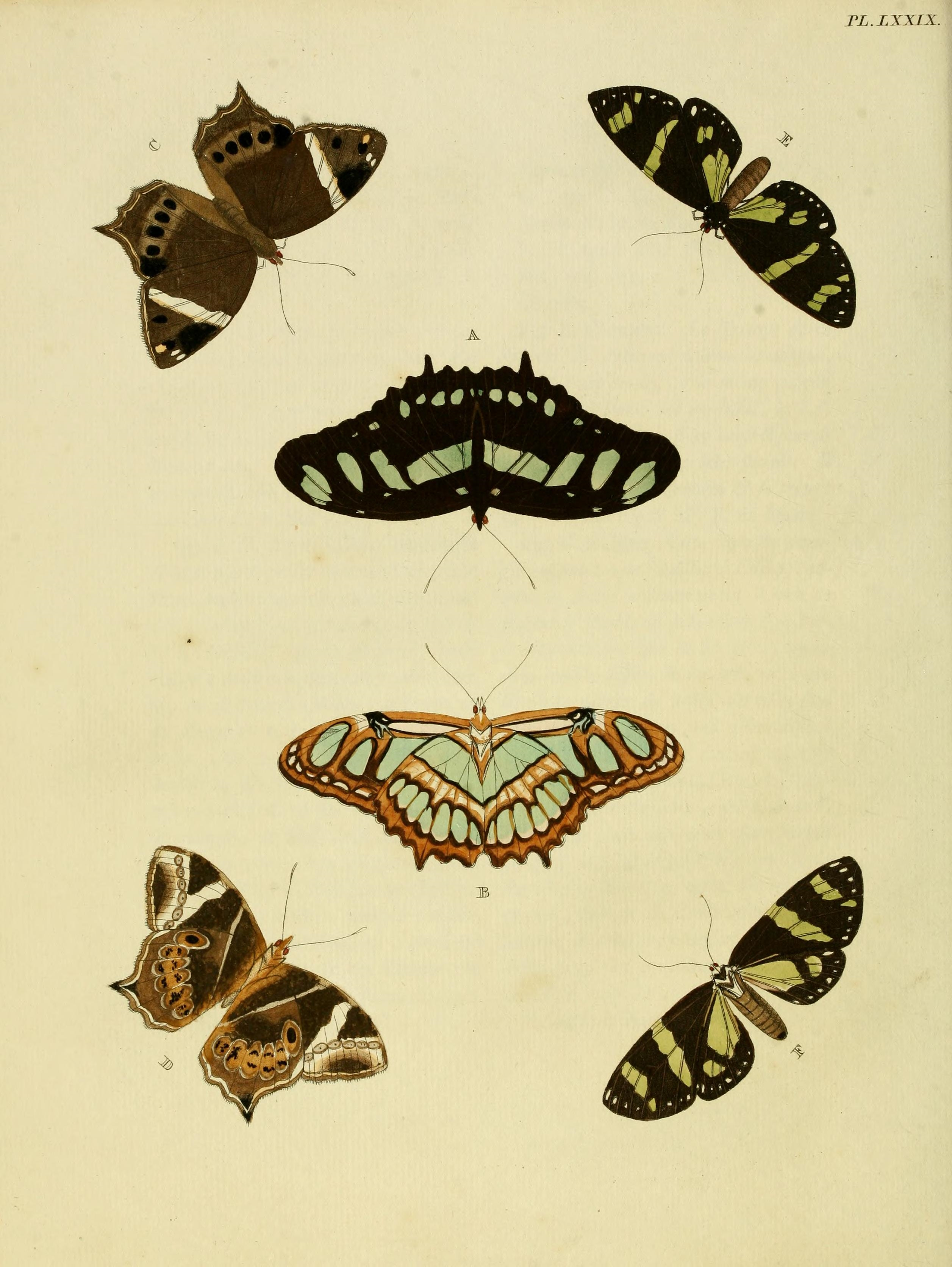